# 새마을노래
《새마을 노래》는 1972년 4월 21일 박정희 대통령이 작사하고 작곡한 노래로, 새마을 운동을 촉진시키기 위한 노래이기도 하다. 작사한 글은 이은상에 의해 감수를 받았다.

## 철학적 의미
전국적으로 가난에서 탈피하고자 하는 의지를 부추기는 내용으로 진취적이고 진보적인 색채를 띄며, 비록 가난하지만 우리도 열심히 하면 된다는 정신을 북돋아 주었다. 새마을 운동 정신인 근면, 자조, 협동의 의미가 고스란히 담겨 있으며 과거의 패배주의를 벗어나 승리의 가능성을 제시하던 비젼이 담긴 의미를 전달했다.
농촌을 부유하게 만들어, 전국민의 생활을 한단계 향상시키고, 실천적이며, 효율적인 삶의 스타일로 개선되어 나갔다.

## 가사

### 1절
새벽종이 울렸네, 새 아침이 밝았네
너도 나도 일어나 새 마을을 가꾸세
살기 좋은 내 마을 우리 힘으로 만드세

### 2절
초가집도 없애고 마을 길도 넓히고
푸른 동산 만들어 알뜰 살뜰 다듬세
살기 좋은 내 마을 우리 힘으로 만드세

### 3절
서로 서로 도와서 땀 흘려서 일하고
소득증대 힘 써서 부자마을 만드세
살기 좋은 내 마을 우리 힘으로 만드세

### 4절
우리 모두 굳세게 싸우면서 일하고
일하면서 싸워서 새 조국을 만드세
살기 좋은 내 마을 우리 힘으로 만드세

### 5절
새 시대가 열렸네 우리 모두 힘 모아
민주 복지 정의의 새 역사를 만드세
살기 좋은 내 마을 우리 힘으로 만드세

### 6절
우리 모두 한 마음 새 정신을 일깨워
화합번영 통일의 새 나라를 만드세
자랑스런 내 나라 우리 힘으로 빛내자!

## 같이 보기
- 새마을기